# Petite discussion avec une momie
Petite discussion avec une momie (Some Words with a Mummy) est une nouvelle fantastique d'Edgar Allan Poe publiée pour la première fois en avril 1845. Traduite en français par Charles Baudelaire, elle fait partie du recueil Nouvelles histoires extraordinaires.

## Résumé
Le narrateur est convié par son ami le docteur Ponnonner à l'examen nocturne et improvisé d'une momie récemment découverte par un certain capitaine Sabretash dans les montagnes de Libye, au-dessus de Thèbes. Les pseudo-savants (en fait, de simples amis du docteur) trouvent, sur la première caisse, le nom de la momie, Allamistakeo ("rien qu'une erreur-o"); arrivés à la troisième et au corps, l'un d'eux suggère une expérience avec une pile voltaïque. Sous le choc électrique, la momie vieille de quatre ou cinq mille ans se réveille brutalement, et, dans « l'égyptien le plus pur » leur adresse aussitôt de vifs reproches pour leur rudesse à son égard.
Les égyptologues amateurs s'excusent et installent leur hôte avec un cigare et un verre. Dans la conversation qui suit, ce dernier explique que son époque était très avancée, sensiblement plus que la leur, et que la momification offrait une pause dans une vie trop longue (thèmes repris dans Adèle Blanc-Sec). Les modernes se ridiculisent eux-mêmes par leurs lacunes en essayant de le contrer (par exemple, le narrateur cite le Grec Ptolémée en croyant qu'il peut faire autorité pour un Égyptien de deux mille ans plus ancien). A la fin, leur seul recours sera de faire avouer à Allamistakeo que son époque ne connaissait pas les "merveilleux" remèdes-miracles du Dr Ponnonner.
L'histoire tout entière pourrait bien être le rêve éthylique du narrateur, car celui-ci la commence alcoolisé, et la termine en se réveillant.

## Thèmes
A travers une nouvelle fantastique, Poe parodie le positivisme de son époque et ses prétendues avancées technologiques, politiques et scientifiques. Les égyptologues amateurs confirment cette arrogance par leur ignorance, leur absence de méthodologie et leur goût pour l'alcool.